# Cellula del Purkinje

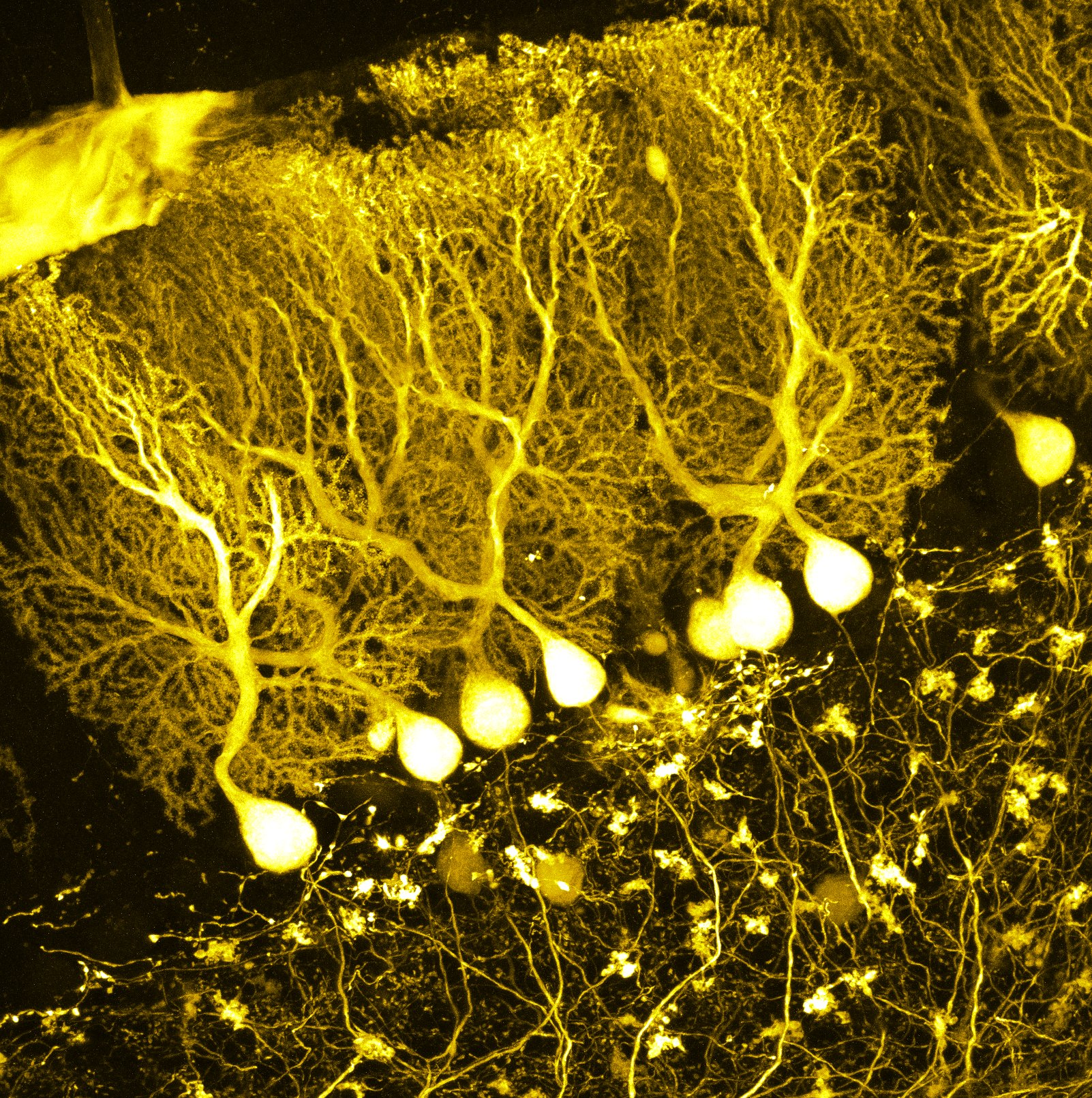
Neuroni di Purkinje

Le cellule di Purkinje o neuroni di Purkinje sono una classe di neuroni GABAergici (ovvero utilizzanti il neurotrasmettitore GABA) situati nella corteccia cerebellare, più precisamente nella parte intermedia della stessa, lo strato gangliare. Sono neuroni inibitori che regolano i movimenti complessi e coordinati, impedendo un movimento troppo brusco. Prendono il nome dal loro scopritore, l'anatomista ceco Jan Evangelista Purkyně, che li individuò — tra le prime cellule nervose — nel 1837.

## Anatomia

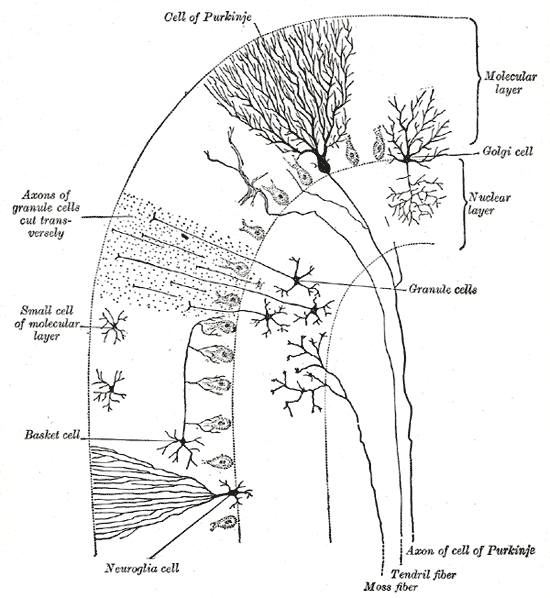
Sezione trasversale di un folium cerebellare (la cellula del Purkinje è etichettata in alto al centro).

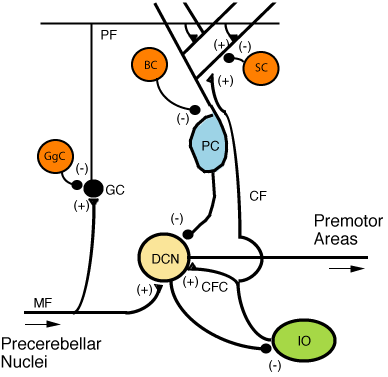
Microcircuito del cervelletto. Le sinapsi eccitatorie sono indicate con un (+) e le sinapsi inibitorie con un (-).
MF: Fibra muscoide.
DCN: Nuclei cerebellari profondi.
IO: Oliva inferiore.
CF: Fibra rampicante.
GC: Cellula dei granuli.
PF: Fibra parallela.
PC: Cellula di Purkinje.
GgC: Cellula del Golgi.
SC: Cellula stellata.
BC: Cellula a canestro.

Le cellule del Purkinje sono alcuni tra i più grandi neuroni del cervello umano (i più grandi sono le cellule di Betz); sono dotate di un intricato complesso di arborizzazioni dendritiche, caratterizzato da un gran numero di spine dendritiche. Le Cellule del Purkinje si trovano all'interno dello strato di Purkinje del cervelletto, dove sono allineate come pezzi del domino posti uno di fronte all'altro. Le loro grandi arborizzazioni dendritiche formano degli strati quasi bidimensionali attraverso cui passano le fibre parallele dagli strati più profondi. Queste fibre parallele hanno le relativamente più deboli sinapsi eccitatorie (glutamatergiche) collegate alle dendriti delle cellule di Purkinje, mentre le fibre rampicanti provenienti dal nucleo olivare inferiore nel midollo forniscono un input eccitatorio molto potente a dendriti prossimali e soma cellulare. Le fibre parallele passano ortogonalmente attraverso le arborizzazioni dendritiche del neurone di Purkinje; il numero di fibre parallele che in tal modo possono formare con un singolo neurone di Purkinje una sinapsi cellula del Purkinje-cellula dei granuli può arrivare fino a 200.000. Ogni cellula di Purkinje riceve invece dalle fibre rampicanti circa 500 sinapsi, tutte provenienti da una singola fibra rampicante. Sia le cellule stellate che quelle a canestro (situate nello strato molecolare del cervelletto) forniscono un input inibitorio (GABAergico) alla cellula di Purkinje, con le cellule a canestro che formano sinapsi col segmento iniziale dell'assone della cellula di Purkinje e le cellule stellate che formano sinapsi sui dendriti.
Le cellule di Purkinje inviano proiezioni inibitorie ai nuclei cerebellari profondi, e costituiscono l'unica uscita di tutte le coordinazioni motorie nella corteccia cerebellare.

## Attività elettrofisiologica

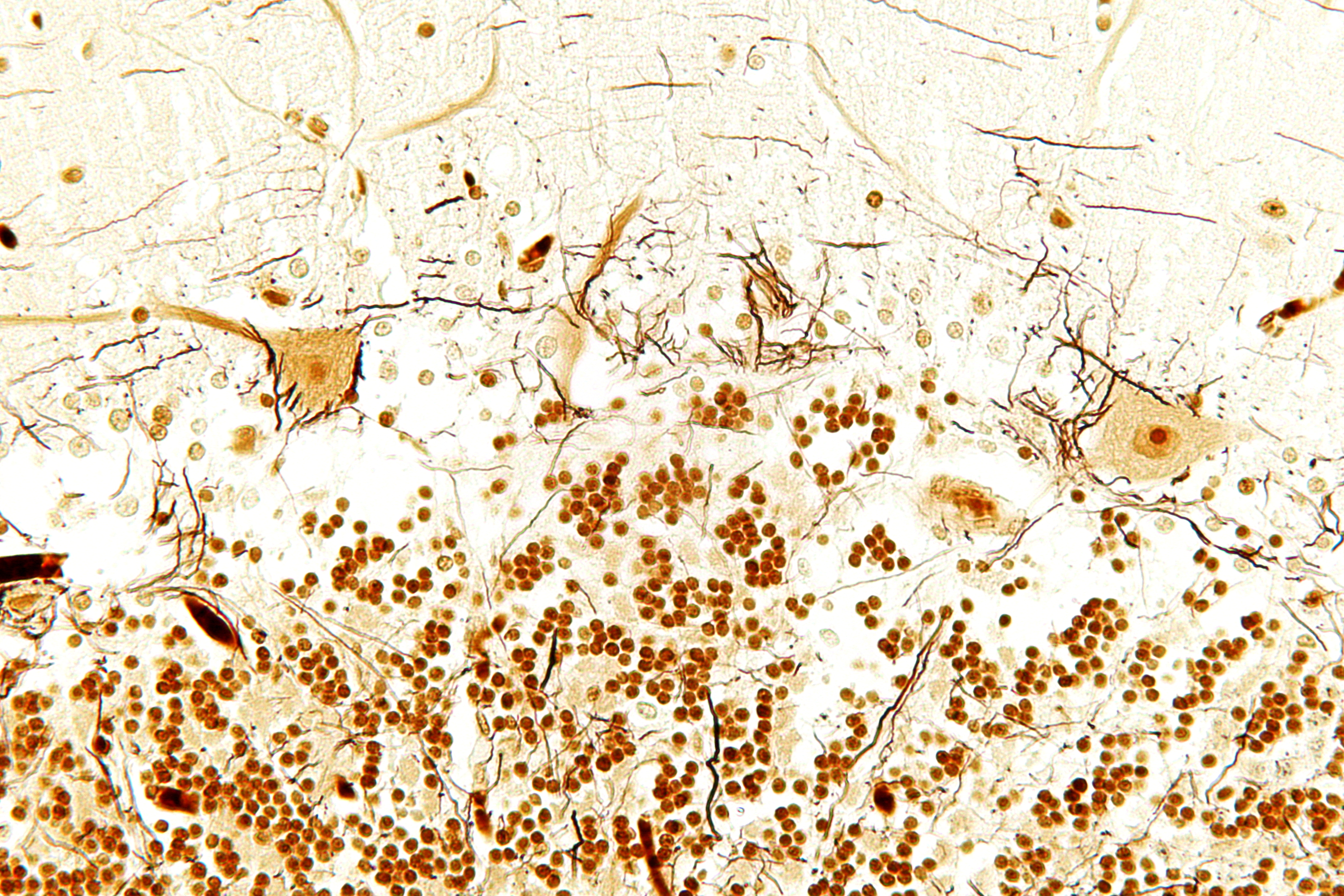
Cellule del Purkinje evidenziate con la colorazione di Bielschowsky.

Le cellule di Purkinje mostrano due forme distinte di attività elettrofisiologica:
- Spike semplici, si ripetono con frequenza di 17 - 150 Hz (Raman e Bean, 1999), sia spontaneamente sia quando le cellule di Purkinje sono attivate sinapticamente dalle fibre parallele, gli assoni delle cellule granulari.
- Spike complessi, lenti, si ripetono con frequenza di 1–3 Hz; sono caratterizzati da un iniziale spike prolungato di grande ampiezza, seguito da un burst ad alta frequenza di potenziali di azione di ampiezza minore. Gli spike complessi sono causati dall'attivazione delle fibre rampicanti e possono coinvolgere la genesi di potenziali d'azione dendritici calcio-mediati. In seguito a spike complessi, gli spike semplici possono essere soppressi dal potente input degli spike complessi.[4]

Le cellule di Purkinje mostrano attività elettrofisiologica spontanea in forma di treni di spike sia sodio-dipendenti che calcio-dipendenti. Questo fu inizialmente provato da Rodolfo Llinás (Llinas e Hess (1977) e Llinas e Sugimori (1980) ). I canali del calcio di tipo P hanno preso nome dalle cellule di Purkinje, dove sono stati inizialmente scoperti (Llinas et al. 1989), e sono cruciali nelle funzioni cerebellari. Al momento sappiamo che l'attivazione della cellula di Purkinje da parte delle fibre rampicanti può modificare l'attività della cellula da uno stato quiescente ad uno spontaneamente attivo e viceversa, servendo come una sorta di interruttore acceso-spento (Loewenstein et al., 2005 Nature Neuroscience). Tuttavia, questi risultati sono stati recentemente messi in discussione da uno studio che suggerisce che tale commutazione da parte dell'input delle fibre rampicanti si verifica perlopiù in animali anestetizzati e che le cellule di Purkinje in animali svegli, in generale, operano quasi ininterrottamente nello stato attivo (Schonewille et al., 2006, Nature Neuroscience).
Alcuni risultati hanno suggerito che i dendriti delle cellule di Purkinje rilascino endocannabinoidi che possono transitoriamente attenuare sia le sinapsi eccitatorie che inibitorie.
La modalità intrinseca di attività delle cellule di Purkinje è impostata e controllata dalla pompa sodio-potassio. Ciò suggerisce che la pompa potrebbe non essere semplicemente una molecola "housekeeping" per l'omeostasi dei gradienti ionici. Nel cervelletto e nel cervello potrebbe invece fungere da elemento di calcolo. Infatti, una mutazione nella pompa Na+-K+ provoca la distonia-parkinsonismo a esordio rapido, i cui sintomi indicano che si tratta di una patologia del calcolo cerebellare. Inoltre, l'utilizzo del veleno uabaina per bloccare la pompa Na+-K+ nel cervelletto del topo in vivo induce atassia e distonia.

## Profilo molecolare
Lo strato di Purkinje del cervelletto, che contiene i corpi cellulari delle cellule di Purkinje e delle cellule della glia di Bergmann, esprime un gran numero di geni unici. La presenza di marcatori genetici Purkinje-specifici è stata proposta anche quando si è confrontato il trascrittoma di topi con assenza delle cellule di Purkinje con quello di topi wild-type.

## Patologie mediche correlate alle cellule di Purkinje
Negli esseri umani, le cellule di Purkinje possono essere danneggiate da una varietà di cause: esposizione tossica, per esempio all'alcool o al litio; malattie autoimmuni; mutazioni genetiche che causano atassie spino-cerebellari, malattia di Unverricht-Lundborg o autismo; e malattie neurodegenerative che non sono note per avere una base genetica, come ad esempio il tipo cerebellare dell'atrofia multipla o atassie sporadiche.
Alcuni animali domestici possono sviluppare una condizione in cui le cellule del Purkinje cominciano ad atrofizzarsi poco dopo la nascita, chiamata abiotrofia cerebellare. Essa può portare a sintomi quali atassia, tremori intenzionali, iperreattività, mancanza di riflesso corneale di minaccia, andatura rigida o a scatti, apparente mancanza di consapevolezza della posizione dei piedi, e una generale incapacità di determinare lo spazio e le distanze. Una condizione simile nota come ipoplasia cerebellare si verifica quando le cellule del Purkinje non riescono a svilupparsi nell'individuo quando si trova nell'utero o muoiono prima della nascita.
Le condizioni genetiche Atassia-teleangectasia e Malattia di Niemann-Pick di Tipo C, nonché il tremore essenziale cerebellare, comportano la progressiva perdita delle cellule di Purkinje.
Nella malattia di Alzheimer, talvolta si osserva la patologia spinale così come la perdita di rami dendritici delle cellule di Purkinje. Le cellule di Purkinje possono essere danneggiate anche dal virus della rabbia quando migra dal sito di infezione alla periferia al sistema nervoso centrale.

### In italiano
- Jeffrey B. Kerr, Istologia funzionale, Casa Editrice Ambrosiana, pagina 150.

### In inglese
- Llinás R, Hess R, Tetrodotoxin-resistant dendritic spikes in avian Purkinje cells, in Proc. Natl. Acad. Sci. U.S.A., vol. 73, n. 7, luglio 1976,  pp. 2520–3, DOI:10.1073/pnas.73.7.2520, PMC 430632, PMID 1065905.
- Llinás R, Sugimori M, Electrophysiological properties of in vitro Purkinje cell somata in mammalian cerebellar slices, in J. Physiol. (Lond.), vol. 305, agosto 1980,  pp. 171–95, PMC 1282966, PMID 7441552. URL consultato il 2 agosto 2013 (archiviato dall'url originale il 13 aprile 2020).
- Llinás RR, Sugimori M, Cherksey B, Voltage-dependent calcium conductances in mammalian neurons. The P channel, in Ann. N. Y. Acad. Sci., vol. 560, 1 Calcium Chann, 1989,  pp. 103–11, DOI:10.1111/j.1749-6632.1989.tb24084.x, PMID 2545128.